# São Lourenço do Bairro
São Lourenço do Bairro ist ein Ort und eine Gemeinde in der Mittelregion von Portugal.

## Geschichte
Der heutige Ort wird erstmals in einer Schenkungsurkunde an den Bischof von Santiago de Compostela im Jahr 883 erwähnt und gilt damit als älteste dokumentierte Ortschaft im Kreis.
Erste Stadtrechte erhielt der Ort vermutlich im Jahr 1255, doch ist nicht zweifelsfrei geklärt, ob die Urkunde von König D. Afonso III. tatsächlich dieses São Lourenço meint. König D. Manuel vergab dem Ort neue Stadtrechte am 5. April 1514 und machte ihn zum Sitz eines Kreises. Seither trägt der Ort den Titel einer Kleinstadt (Vila).
Im Zuge der Verwaltungsreformen nach der Liberalen Revolution 1822 wurde der Kreis 1836 um die Gemeinden und aufgelösten Kreise Vilarinho do Bairro, Sangalhos, Óis do Bairro und Troviscal erweitert. Im Jahr 1853 löste die Regierung den Kreis auf und machte ihn zu einer Gemeinde des Kreises Anadia.

## Verwaltung
São Lourenço do Bairro ist eine Gemeinde (Freguesia) im Kreis (Concelho) von Anadia, im Distrikt Aveiro. In ihr leben 2288 Einwohner (Stand 19. April 2021).
Folgende Ortschaften liegen in der Gemeinde:
| - Cabana - Couvelha - Espairo - Grou (teilweise) - Levira (teilweise) - Outeiro de Baixo - Outeiro de Cima (teilweise) | - Pedralva - São Lourencinho - São Lourenço do Bairro - São Mateus - Póvoa da Preta (teilweise) - Vale Estevão |